# Bupleurum gibraltaricum
Bupleurum gibraltaricum är en flockblommig växtart som beskrevs av Jean-Baptiste de Lamarck. Bupleurum gibraltaricum ingår i släktet harörter, och familjen flockblommiga växter. Inga underarter finns listade i Catalogue of Life.